# Новая Чара (станция)
Но́вая Ча́ра — станция Северобайкальского региона Восточно-Сибирской железной дороги, на Байкало-Амурской магистрали (1719 км).
Находится в посёлке городского типа Новая Чара Каларского района Забайкальского края.
Станция названа по реке Чара, название которой обозначает «мель» и которая имеет много мелей и порогов. Строительство велось рабочими из Казахстана, проектный институт «Казгипроград» разработал проект с элементами киргизских мотивов. Вокзал в Новой Чаре вытянут вдоль путей, центральная часть напоминает казахскую юрту и имеет высокую кровлю с крутым подъёмом в центре. Внутри здания расположены барельефы со сценами из жизни казахского народа.

## Дальнее следование по станции
По состоянию на декабрь 2019 года через станцию проходят следующие поезда дальнего следования:

### Круглогодичное движение поездов
| № поезда | Маршрут движения   | № поезда | Маршрут движения   |
| -------- | ------------------ | -------- | ------------------ |
| 75       | Нерюнгри — Москва  | 76       | Москва — Нерюнгри  |
| 97       | Тында — Кисловодск | 98       | Кисловодск — Тында |
| 375      | Нерюнгри — Тайшет  | 376      | Тайшет — Нерюнгри  |

### Сезонное движение поездов
| № поезда | Маршрут движения | № поезда | Маршрут движения |
| -------- | ---------------- | -------- | ---------------- |
| 235      | Тында — Анапа    | 236      | Анапа — Тында    |

## Пригородное сообщение по станции
| № поезда | Маршрут движения    | № поезда | Маршрут движения    |
| -------- | ------------------- | -------- | ------------------- |
| 6386     | Куанда — Новая Чара | 6385     | Новая Чара — Куанда |